# Victoria de Grazia
Victoria de Grazia (Chicago, 1946) è una storica statunitense di origine italiana.

## Biografia
Nipote di un italiano emigrato negli USA e figlia del celebre sociologo Alfred de Grazia, ha viaggiato con la famiglia in diverse città degli Stati Uniti, ma anche dell'Europa, vivendo per lunghi periodi in Francia, Germania e in Italia.
Dopo la laurea (Bachelor of Arts) con lode nel giugno 1968 allo Smith College, ha conseguito un dottorato di ricerca con distinzione presso la Columbia University nel maggio 1976 con una tesi sull'organizzazione del Dopolavoro durante l'epoca fascista. La tesi è diventata successivamente un libro, inizialmente pubblicato in inglese col titolo: The Culture of Consent: Mass Organization of Leisure in Fascist Italy (Cambridge University Press, 1981), e successivamente in italiano e in giapponese.
Altre opere hanno riguardato i due temi del fascismo e del femminismo, vincendo diversi premi; con Sergio Luzzatto ha pubblicato per Einaudi il Dizionario del Fascismo. Le sue opere trattano in modo originale un confronto tra la storia del periodo postbellico di Stati Uniti ed Europa (con una attenzione particolare alla storia italiana). Con il suo libro, L'impero irresistibile, sul fenomeno dello sviluppo dei consumi a confronto tra Europa e Stati Uniti, ha ottenuto numerose critiche positive da parte di intellettuali come Furio Colombo, e altri. Nel 2020 ha pubblicato The Perfect Fascist in cui viene narrata la storia di Attilio Teruzzi, gerarca fascista, e del suo conflitto fra la dimensione privata delle relazioni affettive e quella pubblica del suo ruolo politico nell'Italia mussoliniana.
Nel 2021 è co-curatrice insieme a Burcu Baykurt del volume, edito in inglese, Soft-Power Internationalism: Competing for Cultural Influence in the 21st-Century Global Order.

## Riconoscimenti
- Guggenheim Fellowship[6]
- The Helen and Howard R. Marraro Prize in Italian history or Italian-American relations[7]
- Rome Prize Fellowship dall'American Academy di Roma[8]

## Opere
- (EN) The Culture of Consent: Mass Organization of Leisure in Fascist Italy, Cambridge, Cambridge University Press, 1981, ISBN 0-521-23705-X.
  -  Consenso e cultura di massa nell'Italia fascista. L'organizzazione del dopolavoro, Bari, Laterza, 1981.
- (EN) How Fascism Ruled Women: Italy, 1920-1945, Berkeley, University of California Press, 1992, ISBN 0-520-07456-4.
  -  Le donne nel regime fascista, Venezia, Marsilio, 1993, ISBN 88-317-5807-1.
- (EN) Victoria de Grazia e Ellen Furlough, The Sex of Things: Gender and Consumption in Historical Perspective, Berkeley, University of California Press, 1996, ISBN 0-520-20034-9.
- Victoria de Grazia e Sergio Luzzatto (a cura di), Dizionario del fascismo, Torino, Einaudi, 2003.
- (EN) Irresistible Empire: America's Advance Through Twentieth-Century Europe, Cambridge, Harvard University Press, 2005, ISBN 0-674-02234-3.
  -  L'impero irresistibile. La società dei consumi americana alla conquista del mondo, Torino, Einaudi, 2006, ISBN 88-06-18047-9.
- (EN) Soft-Power Internationalism: Competing for Cultural Influence in the 21st-Century Global Order, Columbia University Press, 25 maggio 2021, DOI:10.7312/bayk19544, ISBN 978-0-231-55133-5. URL consultato il 4 marzo 2024.
- (EN) The Perfect Fascist: A Story of Love, Power, and Morality in Mussolini's Italy, Harvard University Press, 2020, ISBN 9780674986398.
  -  Il perfetto fascista. Una storia d'amore, potere e moralità nell'Italia di Mussolini, Torino, Einaudi, 2022, ISBN 88-06-251-32-5.